# Кім У Джін
Кім У Джін (кор. 김우진, нар. 20 червня 1992) — південнокорейський лучник, олімпійський чемпіон 2016, 2020 та 2024 років, дев'ятиразовий чемпіон світу.

## Виступи на Олімпіадах
| Олімпіада           | Дисципліна                | Місце |
| ------------------- | ------------------------- | ----- |
| Ріо-де-Жанейро 2016 | індивідуальна першість    | 17    |
| Ріо-де-Жанейро 2016 | командна першість         | 1     |
| Токіо 2020          | індивідуальна першість    | 9     |
| Токіо 2020          | командна першість         | 1     |
| Париж 2024          | індивідуальна першість    | 1     |
| Париж 2024          | командна першість         | 1     |
| Париж 2024          | змішана командна першість | 1     |